# Liste des maires de Sare

## Liste des maires
| Période      | Période                       | Identité                         | Étiquette   | Qualité                                                                     |
| ------------ | ----------------------------- | -------------------------------- | ----------- | --------------------------------------------------------------------------- |
| ca. 1781     |                               | Bernard Etchetto                 |             |                                                                             |
| 1791         | 1791                          | Xavier Dornaletche               |             |                                                                             |
| 1794         | 1799                          | Martin Dithurbide                |             |                                                                             |
| ca. 1799     |                               | Mendiboure                       |             |                                                                             |
| 1807         | 1831                          | Martin Dithurbide                |             |                                                                             |
| 1831         | 1832                          | Jean-Baptiste Etcheverry         |             |                                                                             |
| 1832         | 1836                          | Xavier Dornaletche               |             |                                                                             |
| 1836         | 1841                          | Jean-Baptiste Detcheverry        |             |                                                                             |
| 1841         | 1848                          | Jean-Martin Dithurbide           |             |                                                                             |
| 1848         | 1852                          | Jean-Baptiste Detcheverry        |             |                                                                             |
| 1852         | 1874                          | Jean-Martin Dithurbide           |             |                                                                             |
| 1874         | 1881                          | Pierre Goyetche                  |             |                                                                             |
| 1881         | 1884                          | Jacques Abbadie                  |             |                                                                             |
| 1884         | 1887                          | Martin Elissague                 |             |                                                                             |
| 1887         | 1888                          | Pierre Goyetche                  |             |                                                                             |
| 1888         | 1907 (décès)                  | Gustave Leremboure               | Républicain | Conseiller général du canton d'Espelette (1895 → 1907)                      |
| 1907         | 1918                          | Paul Abbadie                     |             |                                                                             |
| 1918         | 1925                          | Henry Dutournier                 |             |                                                                             |
| 1925         | 1927                          | Michel Leremboure                |             |                                                                             |
| 1927         | 1933                          | Justin Hiriart                   |             |                                                                             |
| 1933         | octobre 1947                  | Michel Leremboure                |             |                                                                             |
| octobre 1947 | mars 1971                     | Paul Dutournier                  |             |                                                                             |
| mars 1971    | mars 1977                     | Jean Fagoaga                     |             |                                                                             |
| mars 1977    | mars 2008                     | Jean Aniotzbehere                | REG         |                                                                             |
| mars 2008    | En cours (au 22 février 2015) | Jean-Baptiste Laborde-Lavignette | DVD         | Agriculteur 6e conseiller délégué de la Communauté du Pays Basque (2017 → ) |

Plusieurs maires ont fait deux (voire trois) mandats non successifs : Martin Dithurbide (1794-1799 puis 1807-1831), de même que Jean-Baptiste Detcheverry (1831-1832 puis 1836-1841 puis 1848-1852) qui a alterné avec Jean-Martin Dithurbide (1841-1848 et 1852-1874), Pierre Goyetche (1874-1881 puis 1887-1888) et Michel Leremboure (1925-1927 puis 1933-1947).

## Pour approfondir